# Damian Lewis
Damian Watcyn Lewis (ur. 11 lutego 1971 w Londynie) – brytyjski aktor.

## Życiorys

### Wczesne lata
Urodził się w St. John’s Wood, w Londynie jako jeden z trzech synów i czworga dzieci Charlotte Mary i Johna Watcyna Lewisa. Ma starszą siostrę Amandę oraz dwóch braci – starszego Williama i młodszego Garetha. Uczył się w Ashdown House School w hrabstwie Sussex, w południowej Anglii. 
Występował w szkolnych przedstawieniach, a po rozpoczęciu nauki w Eton College w miasteczku Windsor grał w piłkę nożną, krykieta, golfa i tenisa. W 1993 ukończył Guildhall School of Music and Drama w londyńskim Barbican Centre.

### Kariera
Rozpoczął współpracę z Royal Shakespeare Company, występując m.in. w Romeo i Julia przy Birmingham Rep, Horacy (1993), Hamlet (1995) z Almeida Theatre w Londynie i na Broadwayu.
Jego ekranowym debiutem była rola Patricka w dramacie przygodowym Robinson Crusoe (1997). Rola majora Richarda D. Wintersa w miniserialu wojennym Kompania braci (Band of Brothers, 2001) przyniosła mu nagrodę Złotego FIPA w Biarritz we Francji oraz nominację do Złotego Globu i Złotego Satelity. Od tego czasu zagrał w wielu serialach i filmach, m.in. dramacie fantasy Łowca snów (Dreamcatcher 2003) z Morganem Freemanem i Jasonem Lee, dramacie Niedokończone życie (An Unfinished Life, 2005) z Robertem Redfordem i Jennifer Lopez, telewizyjnym dramacie wojennym Ucieczka z Colditz (Colditz, 2005) z Jasonem Priestleyem i Jamesem Foxem, sensacyjnym Alex Rider: Misja Stormbreaker (Stormbreaker, 2006) jako Yassen Gregorovich i dramacie W stanie zagrożenia (The Situation, 2006). 
Od 2011 do 2014 grał amerykańskiego żołnierza Nicolasa Brody’ego, który zostaje wzięty do niewoli przez terrorystów Al-Ka’idy, w serialu Homeland. Za tę rolę otrzymał w 2012 Primetime Emmy Award, a w 2013 został laureatem Złotego Globu.
W brytyjskim kostiumowym miniserialu BBC Two Wolf Hall (2015) wcielił się w postać okrutnego monarchy Henryka VIII. W styczniu 2016 premierę miał najnowszy serial telewizji Showtime Billions, gdzie zagrał rolę Bobby’ego „Axe” Axelroda, „wilka z Wall Street”, szefa funduszu hedgingowego, którego niejasne interesy przykuwają uwagę wymiaru sprawiedliwości, reprezentowany przez prokuratora granego przez Paula Giamattiego.
Quentin Tarantino zaangażował go do filmu Pewnego razu... w Hollywood (2019), opowiadającego o morderstwach grupy Charlesa Mansona z 1969, obok takich aktorów jak Al Pacino, Leonardo DiCaprio, Brad Pitt, Bruce Dern, Kurt Russell, Margot Robbie, Dakota Fanning i Luke Perry.

### Życie prywatne
Od lutego 2006 spotykał się z Helen McCrory, którą poślubił 4 lipca 2007. Ma z nią dwoje dzieci – córkę Manon (ur. 8 września 2006) i syna Gullivera (ur. 2 listopada 2007). 16 kwietnia 2021 roku został wdowcem.

## Filmografia
- 1997: Robinson Crusoe jako Patrick Connor
- 2001: Kompania braci (serial TV) jako  Richard D. Winters
- 2003: Łowca snów jako Gary „Jonesy” Jones
- 2004: Keane jako William Keane
- 2005: Chromofobia jako Marcus Aylesbury
- 2005: Niedokończone życie jako Gary Winston
- 2007: Alex Rider: Misja Stormbreaker jako Yassen Gregorovich
- 2008: Piekarz (The Baker) jako Milo Shakespeare
- 2011: Wasza wysokość jako Boremont
- 2011: Will jako Gareth
- 2011–2020: Homeland (serial TV) jako Nicholas Brody
- 2012: Lotna brygada jako Frank Haskins
- 2013: Romeo i Julia jako lord Capulet
- 2015: Królowa pustyni jako Charles Doughty-Wylie
- 2016: Zdrajca w naszym typie jako Hector
- 2019: Pewnego razu... w Hollywood jako Steve McQueen